# Championnats d'Europe de VTT 1999
Navigation
Édition précédente Édition suivante
Les championnats d'Europe de VTT 1999 pour le cross-country ont lieu du 21 au 22 août à Porto de Mós au Portugal. Les championnats sont organisés par l'Union européenne de cyclisme.

## Résultats

### Cross-country
| Épreuve                | Vainqueur       | Deuxième        | Troisième         |
| ---------------------- | --------------- | --------------- | ----------------- |
| Hommes,                | Miguel Martinez | Grégory Vollet  | Roberto Lezaun    |
| Hommes,                | 2 h 08 min 49 s | + 2 min 18 s    | + 2 min 35 s      |
| Femmes,                | Paola Pezzo     | Barbara Blatter | Margarita Fullana |
| Femmes,                | 1 h 39 min 05 s | + 0 s           | + 1 min 08 s      |
| Hommes moins de 23 ans | Håkon Austad    | Julien Absalon  | Martino Fruet     |
| Hommes moins de 23 ans | ?               | ?               | ?                 |
| Hommes juniors         | Nicolas Filippi | Rémy Grosdidier | Florian Vogel     |
| Hommes juniors         | ?               | ?               | ?                 |
| Femmes juniors         | Cécile Rode     | Séverine Hansen | Lucrezia Lamastra |
| Femmes juniors         | ?               | ?               | ?                 |